# HD 91120
HD 91120，又名BD-12 3181，SAO 156029、HR 4123，是一颗恒星，视星等为5.58，位于銀經258.57，銀緯36.91，其B1900.0坐标为赤經10h 26m 5s，赤緯-13° 36.91′ 31″。